# Сельское поселение Ваховск
Се́льское поселе́ние Ваховск — муниципальное образование в Нижневартовском районе Ханты-Мансийского автономного округа Российской Федерации.
Административный центр — посёлок Ваховск.

## История
Статус и границы сельского поселения установлены Законом Ханты-Мансийского автономного округа - Югры от 25 ноября 2004 года № 63-оз «О статусе и границах муниципальных образований Ханты-Мансийского автономного округа - Югры»

## Население
| 2010  | 2012  | 2013  | 2014  | 2015  | 2016  | 2017  | 2018  | 2019  |
| ----- | ----- | ----- | ----- | ----- | ----- | ----- | ----- | ----- |
| 2226  | ↘2185 | ↘2114 | ↘2032 | ↘1985 | ↘1953 | ↘1889 | ↘1872 | ↘1817 |
| 2020  | 2021  |       |       |       |       |       |       |       |
| ↘1746 | ↗2102 |       |       |       |       |       |       |       |

## Состав сельского поселения
| № | Населённый пункт | Тип населённого пункта          | Население |
| - | ---------------- | ------------------------------- | --------- |
| 1 | Ваховск          | посёлок, административный центр | 1560      |
| 2 | Колекъёган       | деревня                         | ↘13       |
| 3 | Охтеурье         | село                            | 637       |

### Упразднённые населённые пункты
В 2020 году упразднена деревня Усть-Колекъёган.